# 이선균
이선균(李善均, 1975년 3월 2일~2023년 12월 27일)은 대한민국의 배우였다.  
스릴러 《화차》(2012), 로맨틱 코미디 《내 아내의 모든 것》(2012), 범죄/블랙 코미디 《끝까지 간다》(2014)에서의 역할로 가장 잘 알려져 있다. 또한 봉준호 감독의 아카데미 상을 수상한 블랙 코미디 영화 기생충에서 박동익 연기를 훌륭하게 소화해 유명해졌으며, 이 영화로 미국 배우 조합상을 동료 배우들과 함께 수상했다. 이선균은 국제 에미상 후보를 포함하여 여러 다른 상을 받았다.
뮤지컬계에서 경력을 시작한 이선균은 수년 동안 스크린에서 부역과 조연으로 강등되었으며, KBS 드라마시티와 MBC 베스트극장의 단막극에서만 주연을 맡았다. 최고의 극장 프로젝트 중 하나인 그는 태릉선수촌(2005)에서 TV 감독 이윤정과 함께 작업했으며, 이로 인해 2007년 그녀의 후속 시리즈인 커피프린스 1호점에 캐스팅되었다. 커피프린스 1호점은 의학 드라마 하얀거탑과 함께 이윤정을 데려왔다. 그는 파스타(2010), 골든타임(2012), 나의 아저씨(2018)에 이어 주류 인기를 누렸다.
한편, 스크린에서는 <파주>(2009)로 라스팔마스 데 그란카나리아 국제영화제 남우주연상을 받았고, 이어 미스터리 스릴러 <화차>(2012), 로맨틱 코미디 <내 아내의 모든 것>(2012), 범죄/블랙 코미디 끝까지 간다(2014)로 호평을 받았다. 이선균은 또한 홍상수 작가와 지속적으로 협력했으며, 홍상수와의 예술영화로는 밤과 낮(2008), 옥희의 영화(2010), 누구의 딸도 아닌 해원(2013) 등이 있다. 2019년은 봉준호 감독의 오스카상을 받은 블랙 코미디 영화 '기생충'에 출연했다.

## 학력
- 서울중곡초등학교(졸업)
- 배명중학교(졸업)
- 배명고등학교(졸업)
- 원광대학교 인문대학 영어영문학과(중퇴)
- 한국예술종합학교 연극원 연기과(예술사)

## 연기 활동

### 텔레비전 드라마, 시트콤
| 연도      | 방송사   | 제목                                  | 역할            | 참고               |
| --------- | -------- | ------------------------------------- | --------------- | ------------------ |
| 2001      | MBC      | 연인들                                | 이선균          | 시트콤             |
| 2003      | SBS      | 오픈드라마 남과 여 - 뒤로 가려진 필름 | 석제            | 단막극             |
| 2003      | SBS      | 천년지애                              | 이혁            | 20부작             |
| 2003      | KBS2     | 드라마시티 - 낭랑 18세                | 권혁준          | 단막극             |
| 2003      | MBC      | 베스트극장 - 아빠 로미오 엄마 줄리엣  | 김승기          | 단막극             |
| 2003      | MBC      | 베스트극장 - 착한 당신                | 인철            | 단막극             |
| 2004      | KBS2     | 드라마시티 - Dr. 러브                 | 미스터 판타지   | 단막극             |
| 2004      | KBS2     | 드라마시티 - 반투명                   | 동수            | 단막극             |
| 2005      | KBS2     | 러브홀릭                              | 김태현          | 16부작             |
| 2005      | KBS2     | 드라마시티 - 연애                     | 김진구          | 단막극             |
| 2005      | MBC      | 베스트극장 - 태릉선수촌               | 이동경          | 단막극             |
| 2005      | KBS2     | 드라마시티 - 거미여인의 사랑법        | 지운 / 성태     | 단막극             |
| 2006      | MBC      | 베스트극장 - 후(後)                   | 도유            | 단막극             |
| 2006      | KBS2     | 도망자 이두용                         | 노철기          |                    |
| 2007      | MBC      | 하얀거탑                              | 최도영          | 20부작             |
| 2007      | MBC      | 커피프린스 1호점                      | 최한성          | 16부작             |
| 2008      | SBS      | 달콤한 나의 도시                      | 김영수 / 윤태경 | 16부작             |
| 2009      | MBC      | 트리플                                | 조해윤          | 16부작             |
| 2010      | MBC      | 파스타                                | 최현욱          | 16부작             |
| 2010      | KBS2     | 드라마 스페셜 - 조금 야한 우리 연애   | 기동찬          | 단막극             |
| 2012      | MBC      | 골든타임                              | 이민우          | 20부작             |
| 2013~2014 | MBC      | 미스코리아                            | 김형준          | 16부작             |
| 2016      | JTBC     | 이번 주 아내가 바람을 핍니다          | 도현우          | 16부작             |
| 2016      | SBS      | 질투의 화신                           | 최현욱          | 특별출연/목소리    |
| 2018      | tvN      | 나의 아저씨                           | 박동훈          | 16부작             |
| 2019~2020 | JTBC     | 검사내전                              | 이선웅          | 16부작             |
| 2021      | 애플 TV+ | Dr. 브레인                            | 고세원          |                    |
| 2023      | SBS      | 법쩐                                  | 은용            | 12부작/마지막 유작 |

### 영화
| 연도 | 제목                         | 역할            | 참고            |
| ---- | ---------------------------- | --------------- | --------------- |
| 2000 | 싸이코 드라마                | 박동우          |                 |
| 2002 | 일단 뛰어                    | 우정철          | 우정출연        |
| 2002 | 서프라이즈                   | 진짜 김정우     | 특별출연        |
| 2002 | 좋은 사람 있으면 소개시켜 줘 | 박사            |                 |
| 2002 | 보스 상륙 작전               | 양아치          |                 |
| 2002 | 굿바이 데이                  |                 |                 |
| 2003 | 국화꽃 향기                  | 닥터 신         |                 |
| 2003 | 쇼쇼쇼                       | 상철            |                 |
| 2003 | 서바이벌 미팅 게임           |                 |                 |
| 2004 | 인어 공주                    | 도현            |                 |
| 2004 | 신부수업                     | 닭살 커플남     |                 |
| 2004 | 알포인트                     | 박재영 하사     |                 |
| 2004 | 히치하이킹                   | 남자            |                 |
| 2005 | 카레 라이스 이야기           |                 |                 |
| 2006 | 손님은 왕이다                | 이장길          |                 |
| 2006 | 잔혹한 출근                  | 천만호          |                 |
| 2007 | 우리동네                     | 재신            |                 |
| 2008 | 로맨틱 아일랜드              | 강재혁          |                 |
| 2008 | 사과                         | 민석            | 2005년 제작     |
| 2008 | 밤과 낮                      | 윤경수          |                 |
| 2009 | 파주                         | 김중식          |                 |
| 2009 | 어떤 방문 - 첩첩산중         | 명우            |                 |
| 2010 | 옥희의 영화                  | 남진구          |                 |
| 2010 | 쩨쩨한 로맨스                | 정배            |                 |
| 2011 | 체포왕                       | 정의찬          |                 |
| 2012 | 화차                         | 장문호          |                 |
| 2012 | 내 아내의 모든 것            | 이두현          |                 |
| 2013 | 누구의 딸도 아닌 해원        | 성준            |                 |
| 2013 | 우리 선희                    | 문수            |                 |
| 2014 | 끝까지 간다                  | 고건수          |                 |
| 2015 | 성난 변호사                  | 변호성          |                 |
| 2017 | 임금님의 사건수첩            | 예종            |                 |
| 2017 | 대장 김창수                  | 고종            | 우정출연        |
| 2017 | 미옥                         | 상훈            |                 |
| 2018 | PMC: 더 벙커                 | 윤지의          |                 |
| 2019 | 악질경찰                     | 조필호          |                 |
| 2019 | 기생충                       | 박동익 사장     | 마지막 천만영화 |
| 2020 | 미스터 주: 사라진 VIP        | 흑염소 (목소리) |                 |
| 2021 | 킹메이커                     | 서창대          |                 |
| 2023 | 킬링 로맨스                  | 조나단          |                 |
| 2023 | 잠                           | 현수            |                 |
| 2024 | 탈출: 프로젝트 사일런스      | 차정원          | 마지막 유작     |
| 2024 | 행복의 나라                  | 박태주          | 마지막 유작     |

### 무대
- 연극 《록키호러쇼》(2001년)
- 뮤지컬 《그리스》(2003년)

## 연기 외 활동

### 텔레비전 프로그램
| 연도 | 방송사 | 제목                        | 역할        | 참고         |
| ---- | ------ | --------------------------- | ----------- | ------------ |
| 2006 | KBS2   | 상상플러스                  | 게스트 출연 |              |
| 2010 | KBS2   | 승승장구                    | 게스트 출연 |              |
| 2011 | MBC    | 황금어장 - 무릎팍도사       | 게스트 출연 |              |
| 2012 | KBS2   | 1박2일                      | 게스트 출연 | 절친특집 편  |
| 2014 | SBS    | 힐링캠프, 기쁘지 아니한가   | 게스트 출연 | 138회, 139회 |
| 2020 | tvN    | 여름방학                    | 게스트 출연 | 5회~7회      |
| 2023 | KBS2   | 송골매 콘서트 40년만의 비행 | 출연        | 특집프로그램 |
| 2023 | tvN    | 아주 사적인 동남아          | 출연        |              |
| 2023 | JTBC   | 톡파원 25시                 | 특별 출연   | 70회         |

### 뮤직비디오
- 비쥬 - 괜찮아(1999)
- 루시드 폴 - 너는 내 마음 속에 남아(2001)
- SG 워너비 - 아리랑(2007)
- SG 워너비 - 한 여름날의 꿈(feat.옥주현, 2007)
- 윤건 - 가려진 시간 사이로(2008)
- 이투알이 - 깊은 밤 슬픈 노래(2012)

### 광고
| 연도      | 기업명                  | 제품명                          | 종류                   | 공동 출연              |
| --------- | ----------------------- | ------------------------------- | ---------------------- | ---------------------- |
| 2002      | KT                      | 1541 콜렉트콜                   | 유선전화 서비스        |                        |
| 2006      | HK이노엔                | 헛개컨디션파워                  | 숙취해소음료           | 오광록                 |
| 2007      | 보건복지부              | 건강보험심사평가원              | 공익광고               |                        |
| 2007      | 삼성화재                | 올라이프                        | 생명보험               |                        |
| 2007      | 기아                    | 스포티지                        | 자동차                 | 김한준, 배두나         |
| 2008      | LG전자                  | 휘센 / 휘센 시스템에어컨        | 에어컨                 | 정려원                 |
| 2008~2009 | SPC그룹                 | 던킨도너츠                      | 도넛/커피 프랜차이즈   |                        |
| 2008~2009 | 샘표식품                | 샘표간장 501                    | 식품                   | 전혜진                 |
| 2009      | GS그룹                  | GS SHOP                         | 홈쇼핑                 |                        |
| 2009~2010 | 롯데그룹                | 롯데손해보험                    | 보험                   | 이성민                 |
| 2010~2012 | 샘표식품                | 백년동안 흑초                   | 건강즙                 |                        |
| 2011      | 엘오케이(유)            | 키엘                            | 뉴욕 코스메틱 브랜드   |                        |
| 2011      | 코오롱인더스트리FnC부문 | 캠브리지코오롱 지오투           | 의류                   |                        |
| 2011~2014 | (주)에이스침대          | 에이스침대                      | 가구/침대              | 소녀시대               |
| 2012      | 한국P&G                 | 다우니                          | 섬유유연제             |                        |
| 2012      | GSK                     | 센소다인                        | 구강용품               |                        |
| 2012      | 동서식품                | 오레오                          | 스낵                   | 정지소                 |
| 2012      | 한국베링거인겔하임      | 뮤코펙트                        | 가래/기침 치료제       |                        |
| 2014      | 오리온                  | 스윙칩                          | 스낵                   | 내레이션               |
| 2015      | Supercell               | 붐비치 '테러박사의 도발' 캠페인 | 모바일 게임앱          | 성동일, 고창석, 곽도원 |
| 2016~2021 | 명인제약                | 이가탄                          | 치주질환 보호치료제    | 김지호, 박상원, 유동근 |
| 2016      | 발뮤다 코리아           | 발뮤다 그린팬                   | 일본 프리미엄 생활가전 |                        |
| 2018      | 도요타 자동차           | 올 뉴 아발론 하이브리드         | 자동차                 |                        |
| 2019      | 동서식품                | 포스트 콘푸라이트               | 간편식품               |                        |
| 2021      | 유안타증권              | 티레이더                        | 증권                   |                        |
| 2022~2023 | 제이비케이랩            | 셀메드                          | 천연비타민             |                        |
| 2022~2023 | SK텔레콤, SK브로드밴드  | ZEM                             | 통신 서비스            | 전혜진, 김윤솔, 김하언 |

## 수상 및 후보
| 연도 | 시상식                                                  | 부문                                            | 작품                                    | 결과 | 출처                               |
| ---- | ------------------------------------------------------- | ----------------------------------------------- | --------------------------------------- | ---- | ---------------------------------- |
| 2004 | KBS 연기대상                                            | 남자 특집·단막극상                              | KBS 드라마시티 - 닥터 러브              | 후보 |                                    |
| 2005 | KBS 연기대상                                            | 남자 특집·단막극상                              | KBS 드라마시티 - 연애                   | 후보 |                                    |
| 2007 | 제43회 백상예술대상                                     | TV부문 남자 신인연기상                          | 하얀거탑                                | 후보 |                                    |
| 2007 | MBC 연기대상                                            | 미니시리즈부문 황금연기상                       | 하얀거탑, 커피 프린스 1호점             | 수상 | [ 1 ]                              |
| 2007 | MBC 연기대상                                            | 남자 우수연기상                                 | 하얀거탑, 커피 프린스 1호점             | 후보 |                                    |
| 2008 | 2008 한국광고주대회 광고주의 밤 시상식                  | 광고주가 뽑은 좋은 모델상                       | 빈칸                                    | 수상 | [ 2 ]                              |
| 2008 | SBS 연기대상                                            | 드라마스페셜 부문 남자 연기상                   | 달콤한 나의 도시                        | 후보 |                                    |
| 2010 | CETV 6주년기념 아시아                                   | 10대 스타상                                     | 빈칸                                    | 수상 | [ 3 ]                              |
| 2010 | 제11회 스페인 라스팔마스 국제영화제                     | 남우주연상                                      | 파주                                    | 수상 | [ 4 ]                              |
| 2010 | MBC 연기대상                                            | 베스트 커플상 (with 공효진)                     | 파스타                                  | 수상 | [ 5 ]                              |
| 2010 | MBC 연기대상                                            | 남자 인기상                                     | 파스타                                  | 후보 |                                    |
| 2010 | MBC 연기대상                                            | 남자 최우수연기상                               | 파스타                                  | 후보 |                                    |
| 2010 | KBS 연기대상                                            | 남자 특집·단막극상                              | KBS 드라마 스페셜 - 조금 야한 우리 연애 | 수상 | [ 6 ]                              |
| 2012 | MBC 연기대상                                            | 미니시리즈부문 남자 최우수연기상                | 골든타임                                | 후보 |                                    |
| 2012 | 헤럴드 동아TV 라이프스타일어워즈                        | 스타일아이콘상                                  | 빈칸                                    | 수상 |                                    |
| 2014 | 제35회 청룡영화상                                       | 남우주연상                                      | 끝까지 간다                             | 후보 |                                    |
| 2014 | 제23회 부일영화상                                       | 남우주연상                                      | 끝까지 간다                             | 후보 |                                    |
| 2014 | MBC 연기대상                                            | 미니시리즈부문 남자 우수연기상                  | 미스코리아                              | 후보 |                                    |
| 2015 | 제51회 백상예술대상                                     | 영화부문 남자 최우수연기상 (조진웅과 공동 수상) | 끝까지 간다                             | 수상 |                                    |
| 2015 | 제20회 춘사영화제                                       | 남우주연상                                      | 끝까지 간다                             | 후보 |                                    |
| 2018 | 제2회 엘르 스타일 어워즈                                | 더 데어링 챌린저                                | 빈칸                                    | 수상 |                                    |
| 2018 | 제2회 더 서울어워즈                                     | 드라마부문 남우주연상                           | 나의 아저씨                             | 후보 |                                    |
| 2018 | 제6회 아시아태평양 스타 어워즈                          | 대상                                            | 나의 아저씨                             | 후보 |                                    |
| 2018 | 제9회 대한민국 대중문화예술상                           | 국무총리 표창                                   | 빈칸                                    | 수상 |                                    |
| 2019 | 제55회 백상예술대상                                     | TV부문 남자 최우수연기상                        | 나의 아저씨                             | 후보 |                                    |
| 2019 | 제28회 부일영화상                                       | 남자 인기스타상                                 | 기생충                                  | 후보 |                                    |
| 2019 | 얼라이언스 오브 우먼 필름 저널리스트(여성 영화기자협회) | 최우수 앙상블상                                 | 기생충                                  | 후보 | [ 7 ] [ 8 ]                        |
| 2019 | 오스틴 영화 비평가 협회                                 | 최우수 앙상블상                                 | 기생충                                  | 후보 | [ 9 ] [ 10 ]                       |
| 2019 | 콜럼버스 영화 비평가 협회                               | 최우수 앙상블상                                 | 기생충                                  | 2위  | [ 11 ] [ 12 ]                      |
| 2019 | 디트로이트 영화 비평가 협회                             | 최우수 앙상블상                                 | 기생충                                  | 후보 | [ 13 ] [ 14 ]                      |
| 2019 | 플로리다 영화 비평가 협회                               | 최우수 앙상블상                                 | 기생충                                  | 후보 | [ 15 ] [ 16 ]                      |
| 2019 | 조지아 영화 비평가 협회                                 | 최우수 앙상블상                                 | 기생충                                  | 후보 | [ 17 ]                             |
| 2019 | IGN 어워드                                              | 최우수 영화 앙상블상                            | 기생충                                  | 후보 | [ 18 ] [ 19 ] [ 20 ] [ 21 ] [ 22 ] |
| 2019 | 인디애나 영화 비평가 협회                               | 최우수 앙상블상                                 | 기생충                                  | 후보 | [ 23 ] [ 24 ]                      |
| 2019 | 뮤직 시티 영화 비평가 협회                              | 최우수 연기 앙상블상                            | 기생충                                  | 후보 | [ 25 ] [ 26 ]                      |
| 2019 | 뉴멕시코 영화 비평가 협회                               | 최우수 앙상블상                                 | 기생충                                  | 2위  | [ 27 ]                             |
| 2019 | 여성 영화 비평가 온라인 협회                            | 최우수 앙상블상                                 | 기생충                                  | 2위  | [ 28 ] [ 29 ]                      |
| 2019 | 시애틀 영화 비평가 협회                                 | 최우수 앙상블상                                 | 기생충                                  | 수상 | [ 30 ] [ 31 ]                      |
| 2019 | 워싱턴 D.C. 아레아 영화 비평가 협회                     | 최우수 앙상블상                                 | 기생충                                  | 후보 | [ 32 ]                             |
| 2020 | 크리틱스 초이스 영화상(미국 방송 영화 비평가 협회)      | 최우수 연기 앙상블상                            | 기생충                                  | 후보 | [ 33 ]                             |
| 2020 | 미국 배우 조합상(스크린 액터 길드 어워드)               | 영화부문 최우수 연기 캐스팅상                   | 기생충                                  | 수상 | [ 34 ]                             |
| 2020 | 골드 더비 디케이드 어워드                               | 10년간의 최우수 앙상블상                        | 기생충                                  | 후보 | [ 35 ]                             |
| 2022 | 제58회 백상예술대상                                     | 영화부문 남자 최우수연기상                      | 킹메이커                                | 후보 |                                    |
| 2023 | 제17회 아시안팝업시네마 영화제                          | 최우수 성취상                                   | 빈칸                                    | 수상 | [ 36 ]                             |
| 2024 | 오스틴 영화 비평가 협회상                               | 특별상                                          | 빈칸                                    | 수상 | [ 37 ]                             |
| 2024 | 제29회 부산국제영화제                                   | 공로상                                          | 빈칸                                    | 수상 |                                    |

## 개인사
이선균은 2009년 5월 23일 7년간 교제 중이었던 배우, 전혜진과 결혼했다. 소속사는 2009년 11월 25일 첫째 아들을, 2011년 8월 9일 둘째 아들을 낳았다고 밝혔다.
2023년 10월 23일 마약류 관리에 관한 법률상 대마 케타민 등의 투약 혐의를 받고 피의자로 신분이 전환돼 형사 입건되었으나, 이후 12월 27일 오전 10시 30분경 서울특별시 성북구 성북동 와룡공원 인근 성북예향재 노상 주차장에 주차된 은색 차량 내부에서 번개탄을 피우고 자살로 생을 마감함으로써 본인에 대한 투약 혐의 건은 공소권 없음으로 사실상 종결되었다.

## 사망
2023년 12월 27일 오전 10시 12분에 이선균의 매니저가 유서로 추정되는 메모를 확인하고 경찰서로 나섰다. ‘어제까지는 연락이 됐다. 차량도 없어졌다.'라며 112 신고를 했고, 이에 경찰이 출동했다. 같은 날 10시 30분경 경찰에 의해 서울 종로구 와룡공원 인근 성북예향재 노상주차장에 주차된 이선균의 승용차 안에서 쓰러진 채 발견되었고, 처음에는 의식불명이라고 보도되었으나, 차 안에 번개탄을 피워 사망한 것으로 확인됐다.

## 가족
이선균은 3남 1녀 중 넷째이다.
- 배우자: 전혜진(2009년 결혼)
- 자녀: 아들 이룩, 이룬